# 中国の地震年表

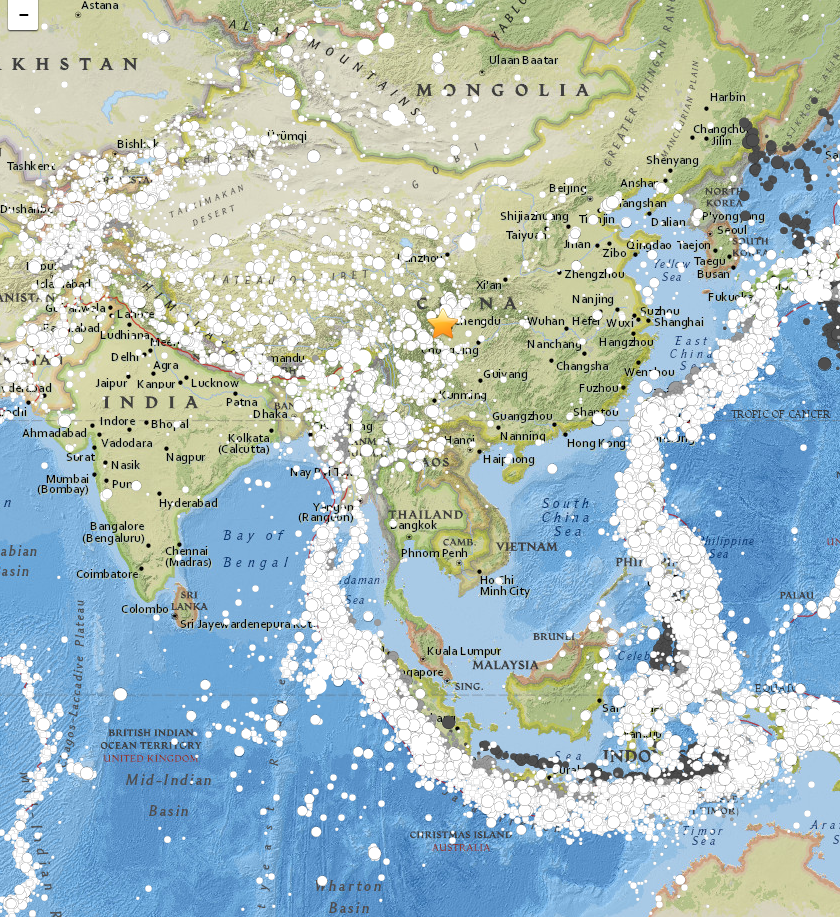
中国で起きたM4.5以上の地震（1900年〜2015年） 。丸が地震、色がその深度。

中国の地震年表（ちゅうごくのじしんねんぴょう）は、中国（現在の中華人民共和国を含む）で発生した主な地震の年表である。台湾で発生した地震は除く。被害が特に甚大な地震（8万人を超える死者を出した地震）の名称は太字にする。
中国は、世界でも特に地震が多い国である。1556年に陝西省で発生した華県地震は、83万人という人類史上世界で最も多い犠牲者を出した地震である。また1920年の海原地震や1976年の唐山地震なども、深刻な被害をもたらした。

## 明朝以前
- 512年5月21日 山西、北魏山西地震（中国語版） - M7.4、死者5,310人。
- 1038年1月10日 山西、忻州地震 - M7.3、死者3万2,300人。
- 1119年2月　吉林、前ゴルロス地震（中国語版） - M6.75。
- 1143年4月 寧夏、銀川地震。
- 1290年9月27日 直隷、直隷地震 - 死者10万人。
- 1303年9月17日 山西、洪洞地震 - M8.0、死者20万人（47万5,800人とも）。
- 1306年9月13日 寧夏、開城地震 - M6.5、死者5,000人。

## 明代
- 1411年9月29日 永楽西蔵地震 - M8.0、死者多数。
- 1487年8月10日 陝西、臨潼地震 - M6.5、死者2,000人。
- 1515年6月17日 雲南、鶴慶地震 - M7.8、死者数千人。
- 1536年3月19日 四川、西昌地震 - M7.5、死者数百人。
- 1556年1月23日 陝西、華県地震 - M8.0[2]、死者83万人またはそれ以上（地震による死者数としては人類史上最悪）。
- 1561年7月26日 寧夏、中寧地震 - M7.3、死者5,000人。
- 1605年7月13日 海南、瓊山地震（中国語版） - M7.5、死者3,300人。
- 1609年7月12日 甘粛、酒泉地震 - M7.3、死者840人。
- 1622年10月25日 寧夏、天啓寧夏地震（中国語版） - M7、死者1万1,000人。

## 清代
- 1654年7月21日夜 甘粛、天水地震 - M8、死者3万1,000人。
- 1668年7月25日 山東、郯城地震 - M8.5、死者4万7,615人。
- 1679年9月2日 河北、京師大地震（中国語版） - M8、死者4万5,500人。
- 1695年5月18日 山西、臨汾地震 - M7.8、死者5万2,600人。
- 1709年10月14日 寧夏、中衛地震 - M7.5、死者2,000人。
- 1718年6月19日 甘粛、康煕甘粛地震（中国語版） - M7.5、死者7万5,000人。
- 1725年1月8日 雲南、宣良・蒿明で地震 - M6.8、死者600 - 900人。
- 1733年8月2日 雲南、東川地震 - M7.8、死者1,200人。
- 1736年1月30日 台湾、台南・嘉義地震 - M7.0、死者372人。
- 1738年12月25日 寧夏、銀川で地震 - M6.5、死者約100人。
- 1739年1月3日 寧夏、平羅地震 - M8.0、死者5万人。
- 1751年5月25日 雲南、剣川地震 - M6.8、死者1,000人。
- 1755年1月27日 雲南、易門地震 - M6.5、死者345人。
- 1761年5月23日 雲南、玉溪地震 - M6.3、余震と併せて死者200人以上。
- 1763年12月30日 雲南、通海地震 - M6.5、死者1,000人。
- 1765年9月2日 甘粛、武山・甘谷地震 - M6.5、死者2,068人。
- 1786年6月1日 四川、康定・瀘定地震（中国語版） - M7.8、死者446人、河道閉塞が起こる。
- 1789年6月7日 雲南、華寧で地震 - M7、死者300人 - 1,000人。
- 1792年9月7日 四川、道孚で地震 - M6.8、死者205人。
- 1793年5月15日 四川、道孚で地震 - M6、死者200人。
- 1799年8月27日 雲南、石屏地震 - M7、死者約2,000人。
- 1803年2月2日 雲南省で地震、M6.3、死者200人。
- 1806年6月11日 チベット、錯那で地震 - M7.5、死者100人。
- 1811年9月27日 四川、甘孜地震 - M6.8、死者481人。
- 1812年3月8日 新疆ウイグル自治区、伊寧地震 - M8?、死者多数。
- 1814年11月24日 雲南、石屏地震 - M6、死者数百人。
- 1815年10月23日 山西、平陸地震 - M6.8、死者1万3000 - 3万人。
- 1816年12月8日 四川、炉霍地震 - M7.5、死者2,900人。
- 1820年8月4日 河南、許昌地震 - M6、死者400人。
- 1830年6月12日 河北省で地震 - M7.4、死者数千人。
- 1833年9月6日 雲南省で地震 - M7.7、死者5,000人。
- 1850年9月12日 四川、道光西昌地震（中国語版）、死者2万人。
- 1879年7月1日 甘粛、武都地震 - M8.0[2]、死者2万人。

## 20世紀
- 1904年11月6日 台湾、雲林斗六地震 - M6.1、死者145人。
- 1917年7月30日 雲南省で地震 - M7.4、死者1,800人。
- 1920年12月16日 寧夏、海原地震 - M8.3[2] Mw7.8（Ms8.5）、死者約24万人。
- 1923年3月24日 四川省で地震 - M7.3、死者4,800人。
- 1925年3月16日 雲南、大理地震 - M7、死者3,600人。
- 1927年5月23日 甘粛、古浪地震 - Mw7.6（Ms8.0）、死者4,000人（20万人とも）[3]。
- 1931年8月11日 新疆ウイグル自治区、富蘊地震 - Mw8.0（Ms8.0）、死者1万人。
- 1932年12月25日 甘粛、昌馬地震（中国語版） - M7.6、死者7万人。
- 1933年8月25日 四川、畳溪地震（中国語版） - M7.4、死者6,800人。
- 1948年5月25日 四川省で地震 - M7.3、死者800人。
- 1966年3月7・22日 河北、邢台地震 - M6.8・7.1、死者8,100人。
- 1970年1月4日 雲南、通海地震 - M7.5、死者1万6,000人。
- 1973年2月6日 四川、炉霍地震 - M7.4（Ms7.2）、死者2,200人。
- 1974年5月10日 四川省、大関地震 - M7.1、死者1,400人。
- 1975年2月4日 遼寧省、海城地震 - Mw7.0（Ms7.2）、死者1,300人。
- 1976年7月28日 河北省、唐山地震 - Mw7.5（Ms7.8）、死者24万2,000人。
- 1988年11月6日 雲南省・ビルマで地震 - Ms7.3、死者730人。
- 1998年1月10日 河北省で地震 - M5.6、死者約80人。

## 21世紀
- 2001年11月14日 チベット北部で地震 - Mw7.8（Ms8.1）。
- 2003年2月24日 新疆ウイグル自治区で地震 - Mw6.3（M6.8）。死者263人以上。
- 2008年5月12日 四川大地震 - Mw7.9（Ms8.0）、死者・行方不明者約8万7,000人。
- 2010年4月14日 青海地震 - Mw6.9（Ms7.1）。死者多数。
- 2011年3月10日盈江地震 (2011年)
- 2013年
  - 4月20日 四川地震 - M7.0（2008年四川大地震の余震とされる）。
  - 7月22日 甘粛地震
- 2014年
  - 5月24日 盈江地震
  - 8月3日 魯甸地震 - M6.5 ML[4]・6.1±0.07 Mw[5]。
- 2017年8月8日 九寨溝地震 - Mw6.5（Ms7.0）、死者25人[6]。
- 2019年6月17日四川地震
- 2022年9月5日 四川省 瀘定地震 - Mw6.6[7]。
- 2023年12月18日甘粛地震（英語版）
- 2024年1月23日 ウシュトゥルファン地震 - Mw7.0（Ms7.1）[8]